# Foguete U-Boot

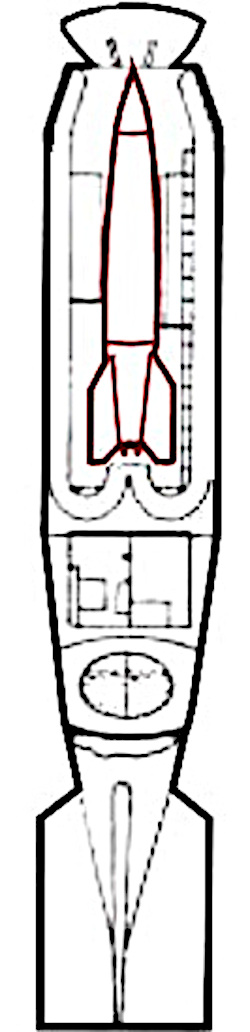
Míssil V-2 em posição de lançamento num contêiner. Note a "sala" de controle e o tanque de oxigênio líquido sob o foguete.

Foguete U-boat (em alemão: Raketen-U-Boot, nome código Prüfstand XII), foi a designação de um projeto militar, que acabou sendo abandonado, para criar o primeiro míssil balístico lançado de submarino. Ele foi concebido na Alemanha Nazista durante a Segunda Guerra Mundial. Os planos de uso do "Foguete U-boot", incluíam um ataque à cidade de Nova Iorque com o recentemente inventado míssil V-2. Produziu apenas um exemplar do contêiner que não chegou a ser testado com nenhum lançamento.

## Histórico
Durante a Segunda Guerra Mundial, vários projetos foram conduzidos em Peenemünde, para montar foguetes em U-boots.[carece de fontes?]
Em 1941 as primeiras tentativas foram feitas, usando um lançador de foguetes Nebelwerfer, montado no convés de um U-511. Testes foram conduzidos, obtendo sucesso em lançamentos da superfície, e também a 12 metros de profundidade, sem nenhum efeito adverso na precisão dos foguetes. Esse aparato deveria ser usado contra as escoltas de comboios, mas sem um sistema de navegação, esse sistema era ineficaz.
Em 1943, o interesse no conceito foi retomado com o advento da bomba voadora V-1; foram feitas algumas propostas de instalar uma rampa de lançamento num U-boot, mas o projeto acabou cancelado devido a rivalidades entre a Kriegsmarine e a Luftwaffe.
Ainda em 1943, foi considerada a possibilidade de usar o mesmo conceito lançando um míssil V-2 de um U-boot, com objetivo específico de atingir alvos nos Estados Unidos. Como o míssil V-2 era muito grande para ser montada num U-boot da época, um contêiner submersível de 500 toneladas foi projetado para transportar e lançar o míssil, sendo rebocado pelo submarino para um local próximo ao alvo pretendido. Três desses contêineres foram encomendados no final de 1944, mas apenas um foi construído mas nem chegou a ser testado.